# Con Meaney
Cornelius „Con“ Meaney (* 8. Dezember 1890 in Millstreet, County Cork; † 11. September 1970 in Cork) war ein irischer Politiker der Fianna Fáil, der zwischen 1937 und 1943 sowie zwischen 1961 und 1965 Teachta Dála (Abgeordneter) des Unterhauses (Dáil Éireann) im Oireachtas war. 

## Leben
Meaney war Landwirt. Er kandidierte erstmals bei den Wahlen 1937 im Wahlkreis Cork North und wurde gewählt und konnte ihn noch bei den Wahlen 1938 verteidigen. Bei den nachfolgenden Wahlen 1943, 1944, 1948 und Wahlen 1951 nicht mehr erlangen. Bei den Wahlen 1954 trat er nicht mehr an. Dann gelang ihm im neu zugeschnittenen Wahlkreis Cork Mid bei den Wahlen 1961 doch noch der Erfolg, in den Dáil einzuziehen.  Bei den nachfolgenden Wahlen trat er nicht mehr an. 
Er war seit 1923 mit Nora Connell verheiratet, mit der er zwei Kinder, darunter den Sohn Thomas, hatte.